# Niels Schmidt (Politiker)
Niels Schmidt (* 1960 in Wedel) ist ein deutscher Politiker (parteilos), Verwaltungsbeamter und ehemaliger Bürgermeister von Wedel.

## Leben
Schmidt kam in Wedel zur Welt, seine Eltern waren Betreiber einer Tankstelle. Nach dem Abitur, welches er 1980 am Johann-Rist-Gymnasium bestand, und dem Wehrdienst schloss er 1985 in Altenholz ein Studium als Diplom-Verwaltungswirt ab. Anschließend war er in Wedel in der Stadtverwaltung tätig. Dort arbeitete er im Fachdienst Personal und ab 1990 im Ordnungsamt, später als Fachbereichsleiter im Bereich Bürgerdienste.
2004 wurde der parteilose Schmidt, der sich politisch als liberal-konservativ einordnet, in Direktwahl erstmals zum Bürgermeister Wedels gewählt. Auf ihn entfielen 50,1 Prozent der abgegebenen Stimmen, die anderen Bewerber um das Amt waren Stephan Kohn und Peter Schmidt. Im Februar 2010 wurde er mit 84 Prozent der Stimmen (Gegenkandidat war Wolfgang Bötel) für eine zweite sowie im Februar 2016 mit 54,4 Prozent der Stimmen (Gegenkandidatin war die ebenfalls parteilose Claudia Wittburg) für eine dritte Amtszeit gewählt. Im März 2022 kandidierte er für eine vierte Amtszeit, wobei er es mit drei Gegenkandidaten zu tun bekam und sich nach nur gut 39 % Zustimmung einer Stichwahl stellen musste. In der Stichwahl entfielen 44,1 Prozent der Stimmen auf Schmidt und 55,9 Prozent auf seinen Herausforderer Gernot Kaser. Ende April 2022 schied Schmidt aus dem Amt. In seine Amtszeit als Wedeler Bürgermeister fiel unter anderem der Umbau des Einkaufszentrums Rissener Straße, die Eröffnung des Einkaufszentrums Welau-Arcaden sowie die Einleitung der von Kritik begleiteten Neugestaltung des Schulauer Hafens.
Schmidt hat eine Tochter sowie einen Stiefsohn und ist in zweiter Ehe verheiratet.